# Col·legi Oficial de Metges de Barcelona

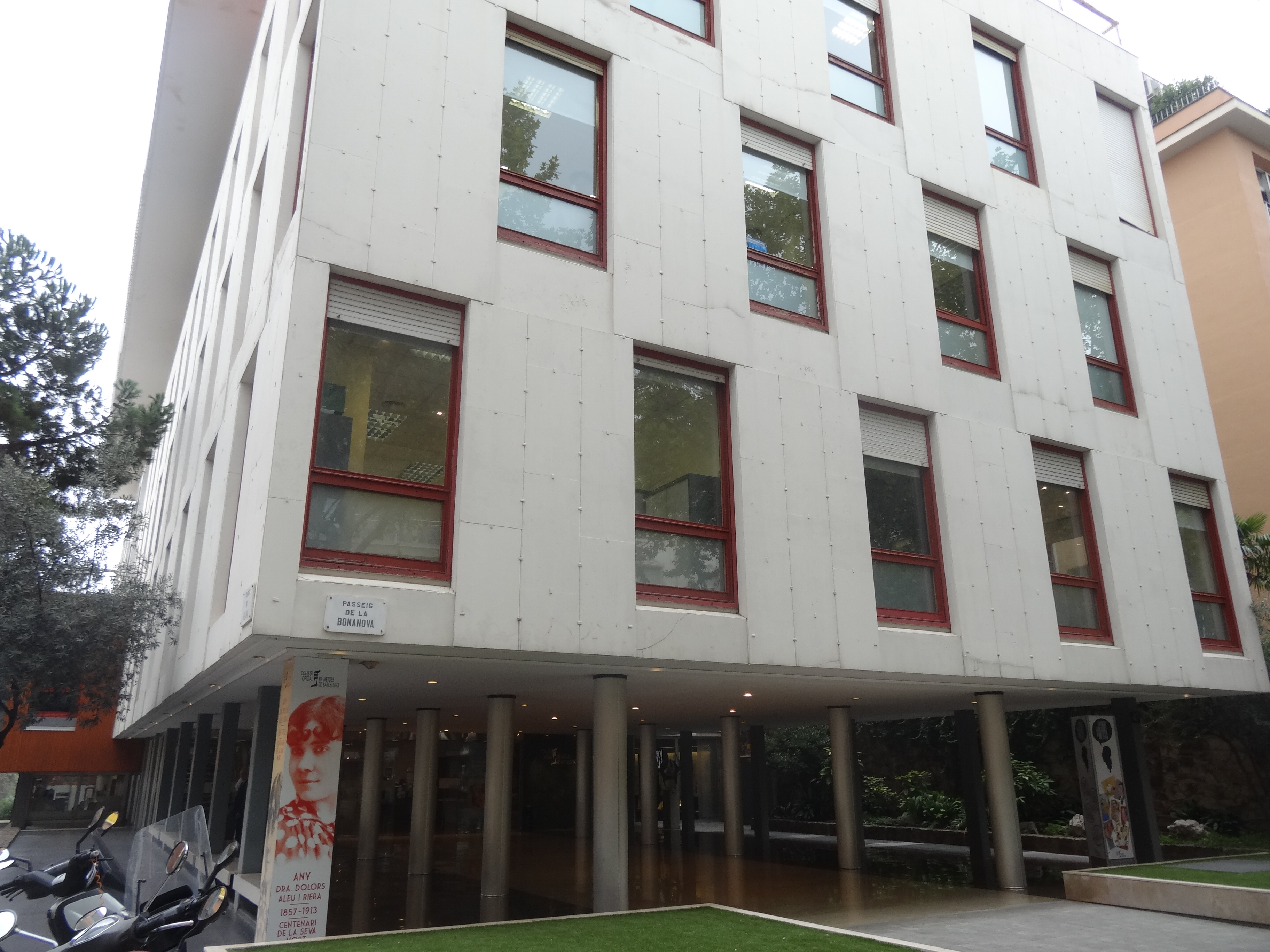
Seu del Col·legi Oficial de Metges de Barcelona, al passeig de la Bonanova, obra dels arquitectes Terradas i Adroer

El Col·legi Oficial de Metges de Barcelona (COMB) és una corporació de Dret Públic de caràcter professional que fou constituïda el 1894 a Barcelona. Hi ha de pertànyer obligatòriament tots els llicenciats en medicina que exerceixin la professió dins l'àmbit territorial de la província de Barcelona, en qualsevol de les seves modalitats, sigui de manera independent o bé al servei de les diferents administracions públiques existents, o d'institucions dependents d'elles, o de qualsevol altra entitat pública o privada. El 1994 va rebre la Creu de Sant Jordi.
La seu del Col·legi està situada al passeig de la Bonanova, 47. Fins al 1968 havia estat ubicada al Casal del Metge, a la Via Laietana, 31.

## Òrgans de govern
El Col·legi compta amb els següents òrgans interns:
- Comissió Permanent, formada pel president actual, Jaume Padrós i Selma, dos vicepresidents, secretari, vicesecretari i tresorer-comptador,
- Junta de Govern, escollida per a un període de quatre anys.
- Assemblea de Compromissaris, formada per 300 delegats escollits per sufragi universal representant totes i cada una de les comarques de Barcelona.
- Assemblea General, constituïda per la totalitat dels col·legiats, és l'òrgan sobirà de la representació col·legial, a la qual hauran de retre comptes de la seva actuació, si hi fossin requerides, l'Assemblea de Compromissaris i la Junta de Govern.

## Presidents
- Felip Proubasta i Masferrer (1923-1927)